# Comté de Haskell (Oklahoma)
Pour les articles homonymes, voir Comté de Haskell et Haskell (homonymie).
Le comté de Haskell est un comté situé dans l'est de l'État de l'Oklahoma aux États-Unis. Le siège du comté est Stigler. Selon le recensement de 2000, sa population est de 11 792 habitants. Le comté doit son nom à Charles N. Haskell, premier gouverneur de l'Oklahoma.

## Comtés adjacents
- Comté de Muskogee (nord)
- Comté de Sequoyah (nord-est)
- Comté de Le Flore (est)
- Comté de Latimer (sud)
- Comté de Pittsburg (ouest)
- Comté de McIntosh (nord-ouest)

## Principales villes
- Keota
- Kinta
- McCurtain
- Stigler
- Tamaha
- Whitefield